# Reinier Bresser
Reinier Martinus Bresser (Arnhem, 9 april 1903- Santpoort, 3 maart 1984) was een Nederlands cellist.
Hij werd geboren binnen het gezin van muzikant Antoon Bresser en Aaltje Bosch. Broer Jan Bresser was violist en concertmeester, broer Martin pianist/trombonist. Hij was getrouwd met pianiste Anna Maria (Annie) Borgesius.
Zijn muzikale opleiding kreeg hij van zijn vader, violist bij de Arnhemse Orkest Vereniging. Net als zijn broer zette hij zijn studie voort aan het Amsterdams Conservatorium, in dit geval bij Isaac Mossel en Orobio de Castro. Hij kreeg een rijksstudiebeurs om verder te studeren bij Gerard Hekking. Hij ging werken bij het Utrechts Stedelijk Orkest en de Arnhemse Orkestvereniging. Hij maakte ook deel uit van het orkest van de VARA. Hij was in 1938 solist in het Concertino pour violoncelle et orchestre van Albert Roussel dat toen werd uitgezonden. Al eerder gaf hij optredens van Parijs tot Düsseldorf, waar zijn broer Jan toen werkzaam was.
In 1940 werd hij benoemd tot cellist van het Concertgebouworkest te Amsterdam, waar hij in 1965 zijn vijfentwintig jaar jubileum vierde.
Bresser was tevens muziekdocent aan diverse muziekopleidingen zoals te Bussum en Hilversum. Zijn bekendste leerling is Lucas Vis.